# Zeldenrust (Thorn)
Zeldenrust is de naam van een voormalige windmolen, gelegen aan Molenweg 3 te Thorn. Van deze molen is de molenromp nog aanwezig, en deze is geklasseerd als Rijksmonument.
Het was een ronde stenen molen van het type beltmolen, die gebouwd werd in 1877 en fungeerde als korenmolen.

## Geschiedenis
Aanvankelijk bezat de Abdij van Thorn een standerdmolen, die echter op een ongunstige plaats stond. Everard van de Boel, die een dakpannenfabriek bezat, liet in 1834 een molen bouwen op Op de Greef. In 1853 werden molen en pannenbakkerij verplaatst naar Op den Toom. Ook deze molen werd afgebroken in 1876, en vervolgens werd de huidige stenen beltmolen gebouwd op vrijwel dezelfde plaats.
In 1909 werd een motor nabij de molen geïnstalleerd, die via een drijfriem met de maalinrichting verbonden was. Tot in de jaren '20 van de 20e eeuw werd deze gebruikt, waarna weer op de wind werd gemalen. In 1939 werden de wieken gestroomlijnd, waardoor het vermogen aanzienlijk toenam.
De molen liep in de nadagen van de Tweede Wereldoorlog geen schade op, maar toen Thorn zich na enige tijd uitbreidde tot vlak bij de molen, werd de wind weggevangen en bouwde de molenaar een motormaalderij.
Omstreeks 1950 werd de molen onttakeld, en de onderdelen werden gebruikt voor onder meer De Grauwe Beer te Beesel. In 1955 werd de molen gekocht door kunstenaar Franciscus van den Berg, die er een atelier en een woonhuis in vestigde. Later werd de molen weer aan anderen verkocht en ook tegenwoordig wordt deze gebruikt als woonhuis.